# Монастирище (заказник, Устинівський район)
Монастири́ще (Урочище Монастирище) — ландшафтний заказник загальнодержавного значення в Україні. Розташований у межах Кропивницького району Кіровоградської області, біля села Завтурове.

## Опис
Площа заказника 15,3 га. Розташований на крайньому півдні Кіровоградської області, в місці, де річка Інгул прорізує гранітний щит і утворює крутий каньйон, посеред якого розташована велика скеля. Вона розділяє русло річки на дві частини: старе та інші існуючі. Скеля у плані має прямокутну форму і витягнута довгою віссю вздовж русла річки. Висота скелі 13 м, з трьох боків має прямовисні стіни, а з четвертого — пологий підйом, загромаджений великими брилами сірого граніту. Біля підніжжя скелі з її південно-західного боку лежать окремі брили, що впали з вершини. На вершині є ще кілька брил значних розмірів. 
Серед навколишніх відкритих степів «Монастирище» являє собою особливу місцину. Попри типові для неї зарості тернини та глоду, які широким поясом вкривають лівий порізаний яругами берег, тут збереглося трохи соснового лісу на правобережжі. Очевидно, в козацькі часи це місце не пустувало. Відгомін народних споминів про те, як козацтво використовувало цей природний опорний пункт, все ще можна почути в спогадах найстаріших мешканців цих місць. Люди, які приїздять сюди відпочити, можуть насолодитися чистим повітрям, спокійними водами Інгулу, прогулятися по мальовничим місцям, набратися сили.
Біля сіл Ганно-Требинівка та Завтурове, між якими розташоване урочище, було знайдено поселення сабатинівської та черняхівської культури. 

## Рослинний і тваринний світ урочища

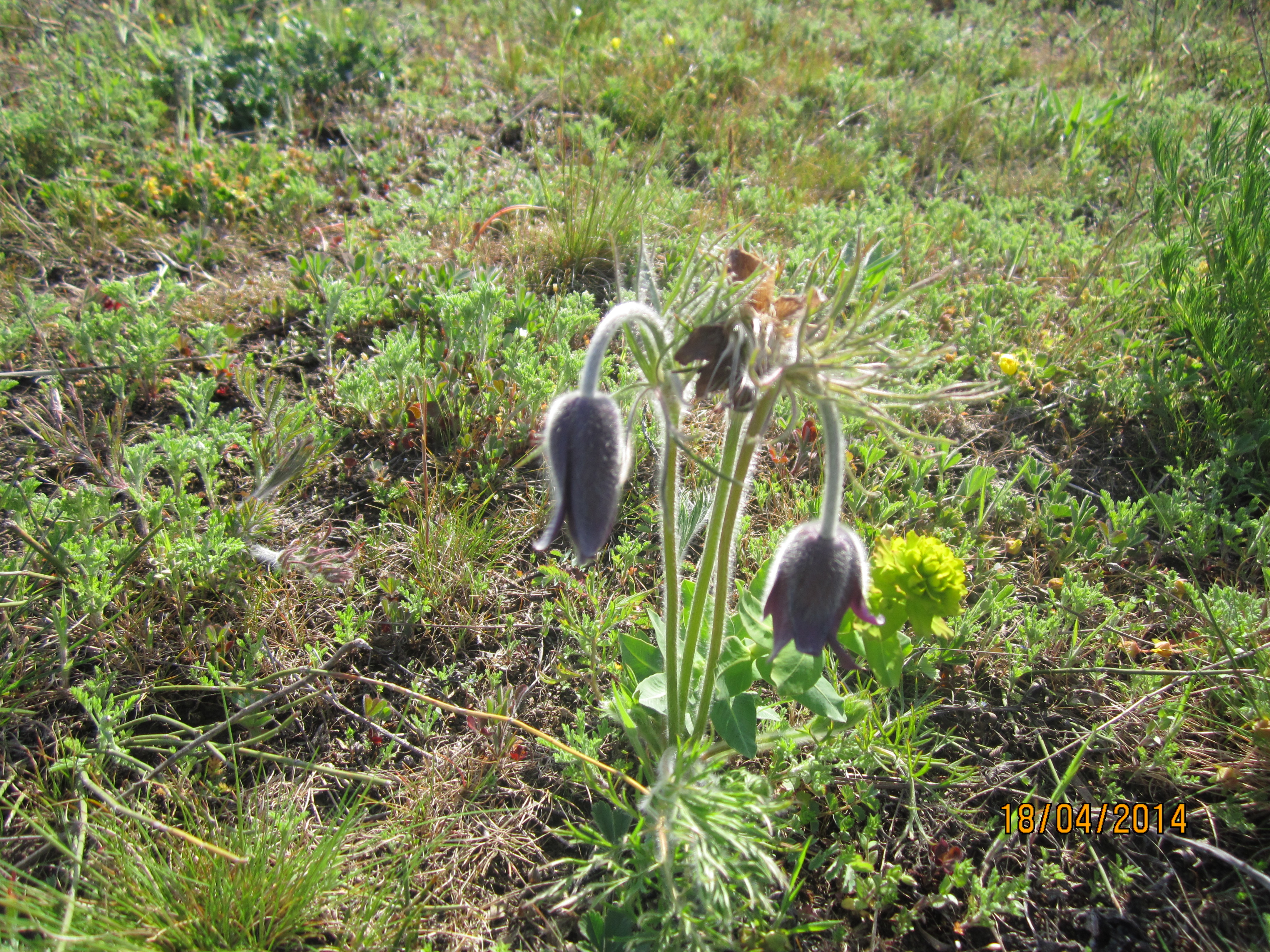
червонокнижний сон у Монастирищі

Урочище і нині багате різноманітними рідкісними та лікарськими рослинами, якими лікують патології вагітності. Це деревій звичайний, подорожник, спориш, кропива дводомна, а також звіробій, дикі коноплі, ромашка, астрагал, мати-й-мачуха та інші. 
Територія заказника займає стрімкі схили каньйону Інгулу і прилеглі плакорні ділянки. Це одна з наймальовничіших ділянок Кіровоградщини. 
На стрімких схилах річки на щебенистих ґрунтах виявлені петрофітні степові ценози. Привертають увагу жовті зірочки очитку їдкого, жовті голівки цмину піскового і рожеві суцвіття чебрецю двовидного. В розщілинах каміння трапляється авринія скельна і очиток Борисової. Ранньою весною великі куртини утворює рідкісний червонокнижний вид — сон чорніючий. Тут можна побачити деякі рідкісні для області види: навесні — гіацинт блідий з блакитними квіточками, зібраними у витягнуте суцвіття; влітку — куртини гоніолімону Бестера, а також рідкісний реліктовий вид — ефедра двоколоса. На гранітних схилах є великі популяції тюльпану південнобузького. Це — єдине місце Кіровоградщини, де знайдені рябчик руський та причорноморський ендемік голонасінник одеський, які занесені до Червоної книги України. 
На стрімких схилах з виходами гранітів (переважно на правому березі Інгулу) трапляються густі зарості чагарників і невисоких дерев, в яких переважає клен татарський. Тут можна побачити різноманітні види чагарників — свидину, калину-гордовину, а також малопоширені види — кизильник чорноплідний, мигдаль степовий та вишню степову. 
Степові ценози на прилеглих плакорних ділянках представлені переважно типчаково-ковиловими степами. Крім ковили волосистої, тут зростають ковили Лессінга та пірчаста (всі 3 види занесені до Червоної книги України). Серед різнотрав'я виділяється своїми темно-синіми квітами шавлія степова, поруч ростуть льон австрійський з бузково-блакитними квітами, молочай Сегієрів, волошка рейнська. Характерні степові рослини — кринітарія волохата, горлянка хінська, чебрець Маршалла. 
В заказнику зростає ряд видів, властивих південному варіанту степів, які в області трапляються рідко. Це такі види, як цінна лікарська ефедра двоколоса, громовик великощетинистий, гвоздика Андржійовського, це мешканці південних степів на північній границі ареалу. 
По днищу річки переважають ценози осоки гострої, трапляються куртини очеретянки звичайної і комишу лісового. По берегах Інгулу є високі зарості очерету звичайного з окремими куртинами куги озерної. Поруч з типовими лучно-болотними видами тут виявлені і малопоширені в даному регіоні види, як-от валеріана висока і комишівник звичайний. 
Різноманітний тваринний світ заказника. На ділянках цілинного степу мешкають різні птахи — жайворонки чубатий, малий та степовий, щеврик польовий, боривітер звичайний, ворона сіра, чекан луговий, а серед безхребетних домінують прямокрилі, дикі бджолині і трав'яні клопи. 
На кам'янистих схилах з заростями чагарників відмічені: з птахів — сорокопуди жулан та чорнолобий, мухоловка сіра, горобець польовий, камінка лиса, зозуля звичайна, соловейко східний, з плазунів трапляюються два види ящірок (прудка та зелена), а також вуж звичайний та гадюка степова — вид, що занесений до Червоної книги України. В заплаві можна зустріти лелеку білого, різні види жаб, вужа водяного, черепаху болотяну; в заростях прибережно-водної рослинності мешкають бабки.

## Природоохоронні заходи
У заказнику Монастирище забороняється спалювати залишки рослинності, знищувати дерева і чагарники, проводити полювання, займатися рибальством, сінокосінням, випасати худобу, заготовляти лікарські рослини.

## Легенди
Серед місцевих жителів названих сіл відомо кілька легенд, пов'язаних з урочищем. Події в них датуються серединою XIX ст, періодом кріпацтва та колонізації центрально-українських земель російською імперією. 
Місцевим паном Требинським на скелі була поселена дівчина-кріпачка, яка не хотіла вийти заміж за нелюба. Жила вона в невеликій халупі самотньо, як у монастирі. Звідси й назва Монастирище. 
За іншою версією цієї легенди у дівчини від пана народилася дитина. Тому й заховалася від сорому перед людьми на скелі. Там і прожила самотня до смерті, бо дитина (хлопчик) померла ще маленькою. Люди ж зверталися до неї, як до ворожки та віщунки. А ще розповідають про печеру на тому острові, де сховані були давні скарби — чи то козацькі, чи то татарські. Вхід до неї десь згори на скелі прихований, а вихід знаходився під водою. Інша легенда розповідає, що ще за кріпацтва біля острова знаходилась каторга для жінок-черниць, котрі, перебуваючи в різних православних монастирях, не втрималися перед гріхом перелюбства. Нібито через те, що то був незвичайний монастир. І назвали це місце «Монастирище» з ненависті до тих черниць. В покарання за гріх черниць змушували цілий день носити пеленою землю на вершину скелі. 
Старожили також згадують, що коли біля села Березівки (сусіднього) будували церкву, то збиралися розпочати і будівництво монастиря біля с. Завтурове, звідси й назва Монастирище. 
У народній пам'яті назва урочища пов'язується з досить недавніми подіями. Але, якщо взяти до уваги, що це місце взагалі не придатне для будівництва, то, очевидно, назва Монастирище, як місце усамітнення, походить з давніших часів і корені цієї назви ховаються в глибині віків. У зв'язку з цим є припущення, що корені деяких з цих легенд сягають язичницьких часів — уличів, яких дослідники локалізують на Інгулі, та антів (черняхівське поселення). Звертає на себе увагу те, що в легендах мова іде про ізоляцію жінок, які або відмовилися брати шлюб, або ж здійснили гріх перелюбства. Саме цей мотив є основним у поширених в Україні легендах про Дівич-гору. Ці легенди пов'язують з язичницьким минулим слов'ян, коли вагітних жінок, або тих хто довгий час не могли завагітніти, ізолювали на певний час в особливих місцях під наглядом жриць-віщунок. Тут ці жінки лікувалися травами, особливим енергетичним полем святого місця, здійснювали обряди культу родючості, метою яких було забезпечити збереження дитини до пологів або ж завагітніти. Урочище Монастирище на Інгулі могло бути такою Дівич-горою, де на певний час усамітнювались вагітні жінки. 
Крім того, тут і нині мешкає степова гадюка-символ оберегу та плодючості у багатьох народів, у тому числі і слов'ян.[джерело?]

## Галерея

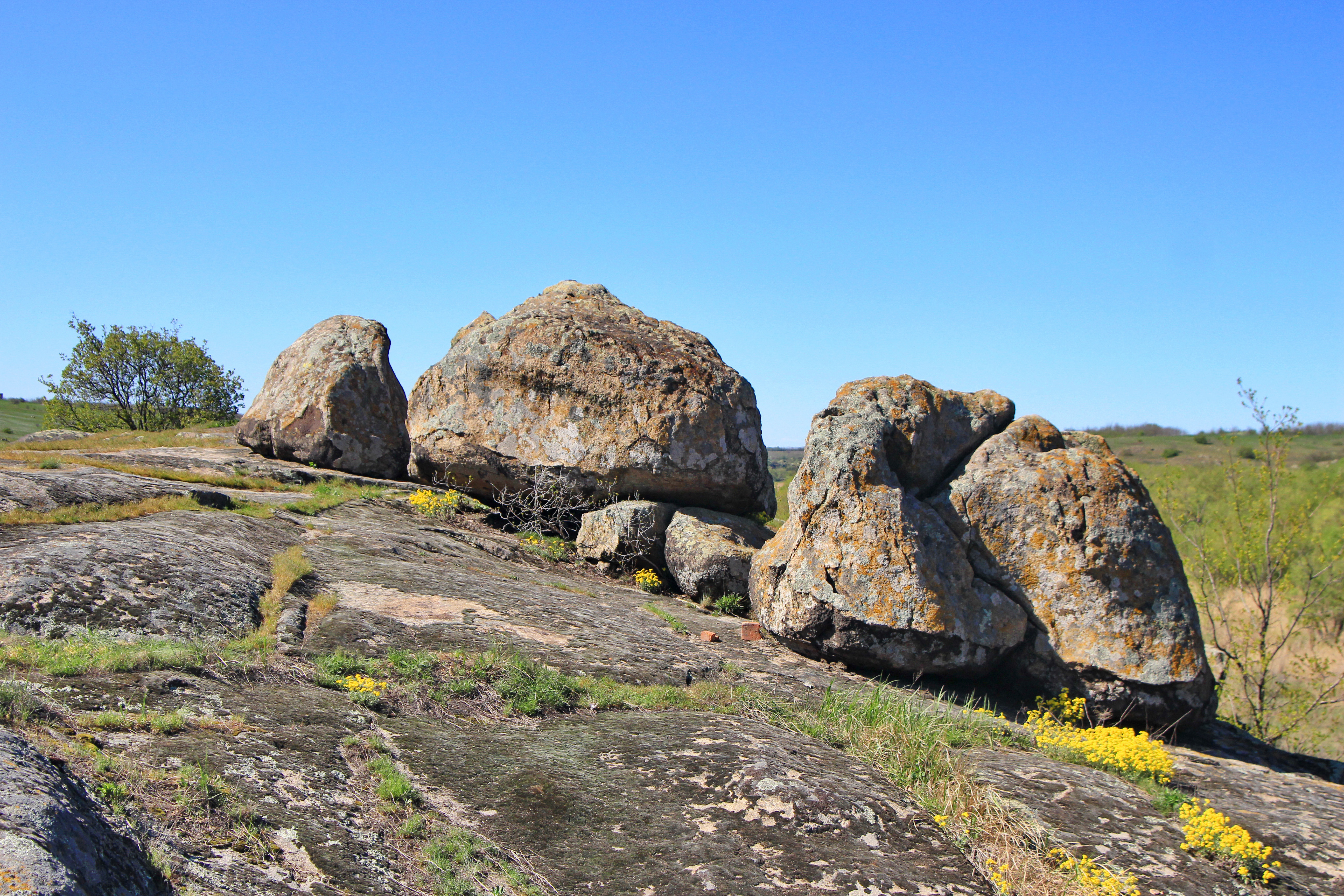
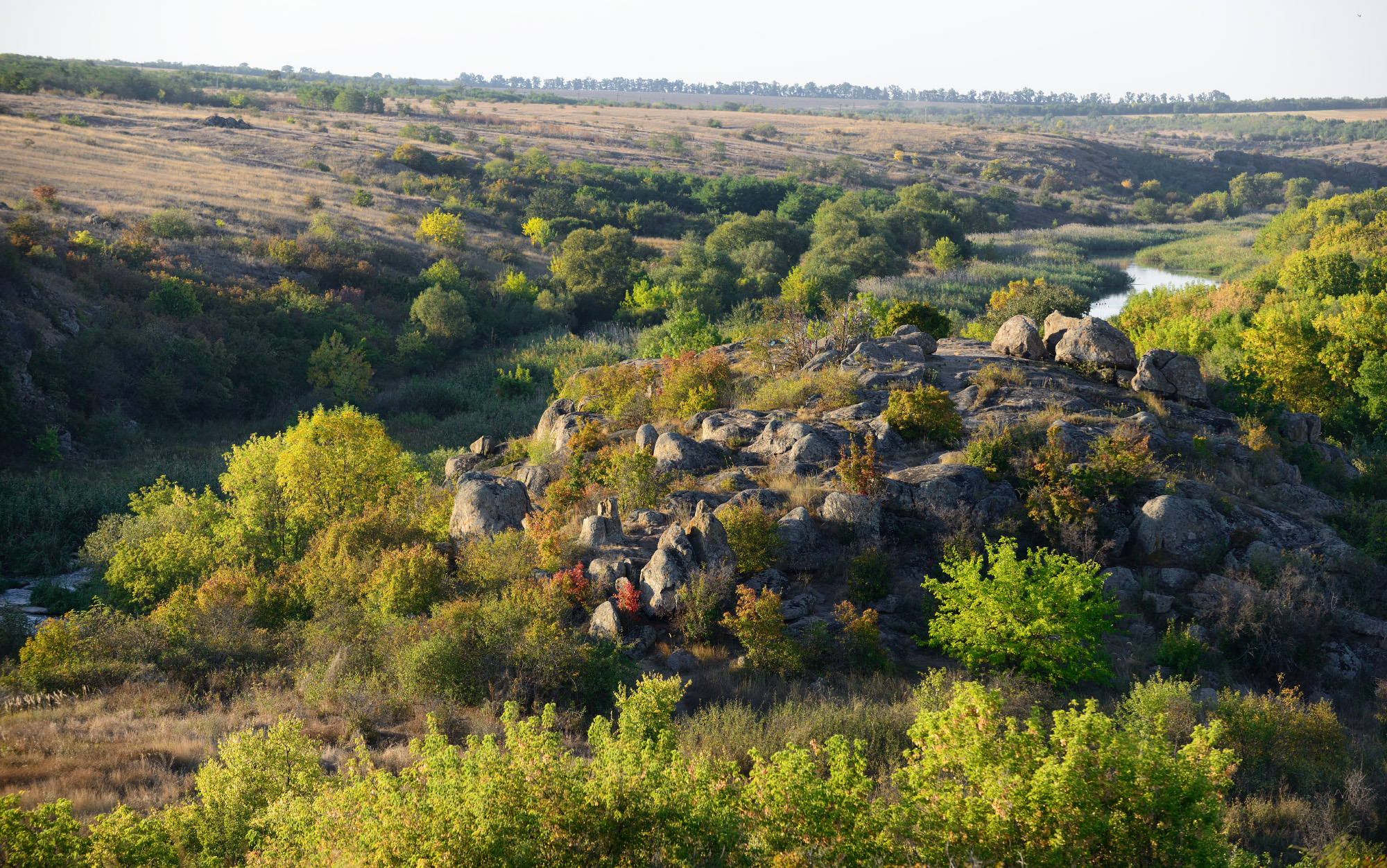
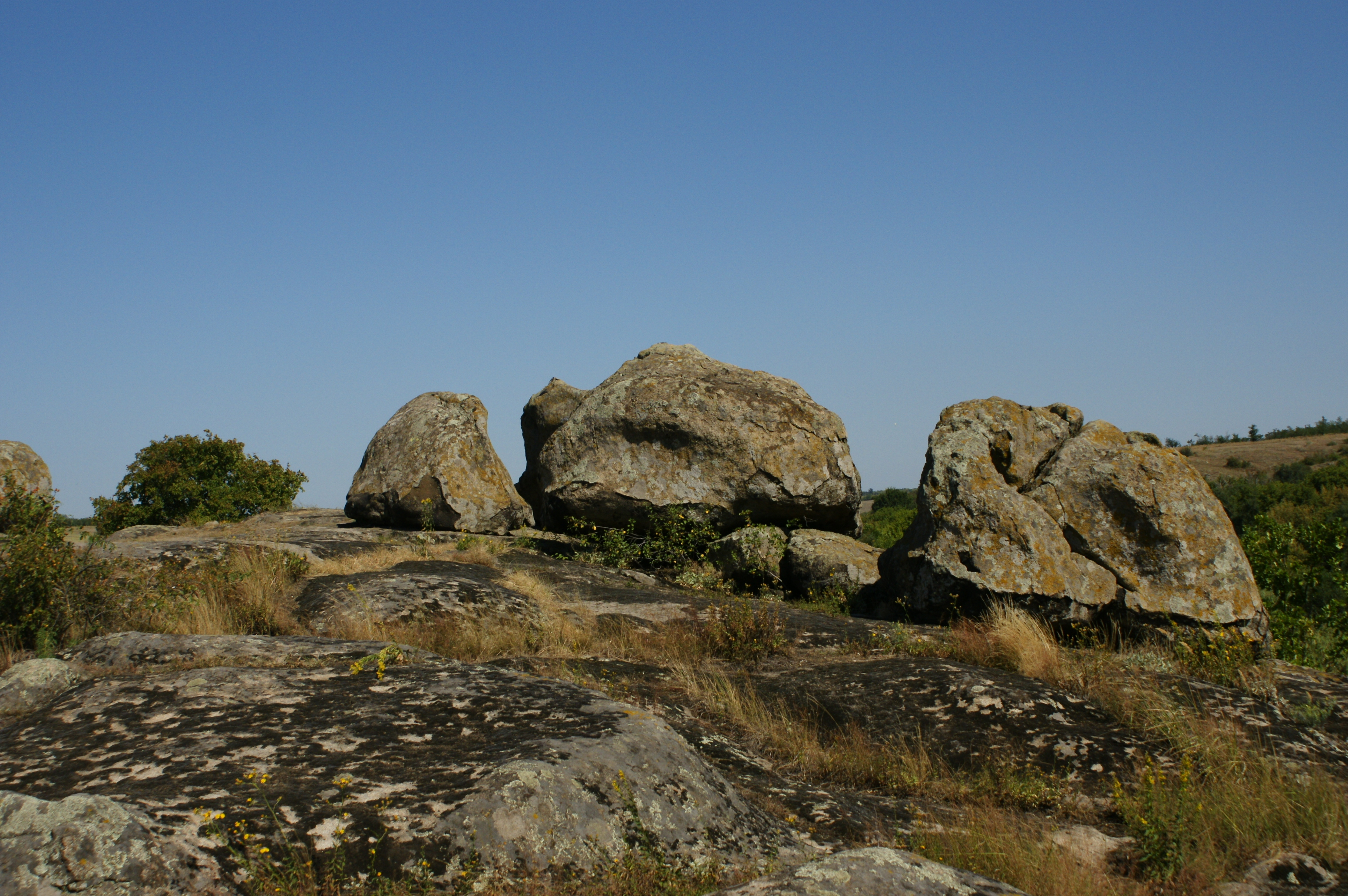